# دوزديديل قادين
دوزديديل قادين (بالتركية العثمانية: دزددل قادین)، (ق. 1825 – 18 أغسطس 1845) هي إحدى زوجات السلطان العثماني عبد المجيد الأول.

## حياتها
اسمها الأصلي عائشة، ولدت في القوقاز من عرقية الوبخ، والدها سليم بك، وأمها أميرة من أبخازيا، وعندما كانت في سن السادسة من عمرها جاءت إلى إسطنبول مع مربيتها أمينة خاتون، وعرضها يحيى بك للانضام للحريم في القصر، وسُميت دزددل، وتلقت التعاليم الخاصة بالتقاليد الإسلامية والتركية، ودروس البيانو في قسم الحريم في قصر طوب قابي، واتخذها عبد المجيد الأول حرمًا له في عام 1839. أُصيبت بداء السل الذي كان وباء في إسطنبول حينها، صدر باسمها كتاب عن الصلاة عام 1844، يحتوي على 33 سورة من القرآن، و80 دعاء وابتهال، و61 منمنمة مرسومة على الذوق العثماني، رسمها فنان اسمه حسين، تتضمن منمنمات عن الأماكن المقدسة في مكة المكرمة والمدينة المنورة وكذلك بعض الآثار التي تُنسب إلى النبي والموضوعة في قصر طوب قابي.
توفيت في 18 أغسطس 1845، ودفنت في مقبرة السيدات في مسجد يني جامع بإسطنبول، وكانت ابنتها جميلة سلطان عمرها سنتين، وأُوكلت رعاية جميلة إلى إحدى زوجات عبد المجيد الأخرى وهي بيريستو قادين، والتي كانت تُعتبر بمثابة والدة السلطان العثماني عبد الحميد الثاني، وكانت تُلقب بالسلطانة الأم في عهده.

## عائلتها
أنجبت دزددل قادین من عبد المجيد الأول خمسة أطفال:
- الأميرة مهيبة سلطان (31 مايو 1840 – 9 فبراير 1841، ودفنت في ضريح عبد الحميد الأول)
- الأميرة نيّرة سلطان (ولدت في قصر بشيكتاش، 13 أكتوبر 1841 – 18 ديسمبر 1843، ودفنت في مسجد نور عثمانية).
- الأميرة منيرة سلطان (ولدت في قصر بشيكتاش، 13 أكتوبر 1841 – 18 ديسمبر 1843، ودفنت في مسجد نور عثمانية).
- الأميرةجميلة سلطان (17 أغسطس 1843 –  26 فبراير عام 1915، ودفنت في مسجد سليم الأول).[6][7]
- الأميرة سامية السلطان (ولدت في قصر طوب قابي، 23 فبراير عام 1845 – 18 أبريل عام 1845، ودفنت في يني جامع).

## مزيد من القراءة
- Peirce, Leslie P., The Imperial Harem: Women and Sovereignty in the Ottoman Empire, دار نشر جامعة أكسفورد, 1993, ISBN 0-19-508677-5 (paperback)
- Yavuz Bahadıroğlu, Resimli Osmanlı Tarihi, Nesil Yayınları (Ottoman History with Illustrations, Nesil Publications), 15th Ed., 2009, ISBN 978-975-269-299-2 (Hardcover)
- Günay Günaydın (2006). Haremin son gülleri. Mevsimsiz Yayınları. ISBN 978-9-944-98703-5.